# Франко-голландська війна (1672—1678)
Францу́зько-голла́ндська війна 1672—1678 — 6-річна війна між Францією та Голандією за Нижні Землі. Почалася 6 квітня 1672 року. По ходу до війни приєдналися більшість європейських держав: Священна Римська імперія, Іспанія, Англія, Швеція, Бранденбург-Пруссія, Данія-Норвегія та інші. Складовими війни були локальні Третя англо-голландська війна, Шведсько-бранденбурзька війна та Дансько-шведська війна (1675-1679). Війна охопила території Нижніх Земель, Англії, Ельзасу, Рейнланду, Бранденбургу, Франції, Північної Америки і Вест-Індій. Закінчилася перемогою французів 17 вересня 1678 року підписанням Німвегенського миру.

## Назва
- Голландська війна (фр. Guerre de Hollande; нід. Hollandse Oorlog, нім. Holländische Krieg) — назва за місцем основних боїв.
- Французько-голландська війна (англ. Franco-Dutch War) — назва з позицій французької коаліції.
- Голландсько-французька війна (англ. Dutch-French war[1][2]; нім. Niederländisch-Französischer Krieg) — назва з позицій голландської коаліції.

## Передумови війни
Французький король Людовик XIV ретельно підготував похід на Нідерланди, уклавши союзи з Англією (дуврський договір), Швецією, Баварією та німецькими князівствами Мюнстером и Кельном.

## Бойові дії
У березні 1672 року Франція та Англія оголосили війну Нідерландам. Нідерланди відповіли на це укладанням союзу з Іспанією і Бранденбургом. Протягом перших двох років війна велася на території Нідерландів. Після вбивства Яна де Вітта штатгальтером був проголошений Вільгельм III Оранський, який організував оборону країни. Він зумів запобігти просуванню французів та повній поразці голландців, зруйнувавши дамби й затопивши всю країну. Після цього війна поширилася майже на всю Європу.
Союзникам вдалося захопити практично всю територію Сполучених провінцій. Проте у 1672 році голландцям вдалося відбити важливу фортецю поблизу Амстердама — Мейден. До того вони зруйнували греблі по всій провінції Голландія. Тому французи вимушені були залишити облогу міст Гааґи та Лейдена.
Проте найважливіші події цієї компанії точилися у Ельзасі та на морі. В Ельзас на допомогу Нідерландам вторглися війська Австрії та Бранденбургу. Тому частину війська король Людовик вимушений був спрямувати проти цих країн. На чолі французької армії став славетний полководець Анрі де Тюренн.
На морі могутнім ескадрам Франції та Англії протидіяв видатний голландський флотоводець Міхіель де Рюйтер. Саме йому Нідерланди завдячують збереженням свого флоту, торгівлі, яка дозволяла Нідерландам продовжувати спротив ворогам, а також де Рюйтер не дав можливості висадити франко-англійський десант у голландських та зеландських містах, чим врятував республіку від захоплення.
Одним з важливих епізодів війни стала облога Маастріхта, під час якої 25 червня 1673 року загинув генерал-майор, командир королівських мушкетерів Шарль де Батц де Кастельмор, граф д'Артаньян.
У цей час свою славетну діяльність в боротьбі з голландцями розпочав Жан Бар, вподальшому відомий французький капер та адмірал.

## Закінчення війни
В 1678 році було підписано Німвегенський мир, що складався з численних мирних договорів воюючих сторін поміж собою. Франція вийшла з війни переможцем і змогла зберегти за собою більшість завойованих земель, однак змушена була повернути північні території Іспанських Нідерландів. Нідерланди пообіцяли за це зберігати нейтралітет у майбутньому. Від Іспанії Франція отримала Франш-Конте, обміняла фламандські міста і Фрайбург, які належали до того часу Австрії. Бранденбург, який спочатку ухилився від цього невигідного для нього мирного договору, рік по тому змушений був підписати Сен-Жерменський мир.